# Pettalus lampetides
Espèce
Pettalus lampetides est une espèce d'opilions cyphophthalmes de la famille des Pettalidae.

## Distribution
Cette espèce est endémique du Sri Lanka. Elle se rencontre vers Koslanda.

## Description
Le mâle holotype mesure 2,48 mm et la femelle paratype 2,62 mm, les mâles mesurent de 2,36 à 2,58 mm et les femelles de 2,62 à 2,70 mm.

## Publication originale
- Sharma & Giribet, 2006 : « A new Pettalus species (Opiliones, Cyphophthalmi, Pettalidae) from Sri Lanka with a discussion on the evolution of eyes in Cyphophthalmi. » The Journal of Arachnology, vol. 34, no 2, p. 331–341 (texte intégral).